# Renania-Palatinado
Renania-Palatinado (en alemán: Rheinland-Pfalz, pronunciado /ˌʁaɪ̯nlantˈp͡falt͡s/ (escucharⓘ)) es uno de los 16 estados federados de Alemania. Tiene una superficie de 19 846 km² y está atravesado por los ríos Rin, Mosela y Nahe. Su capital es Maguncia (Mainz en alemán). Otras ciudades importantes del estado son Kaiserslautern, Tréveris, Coblenza (Koblenz en  alemán) y Ludwigshafen.

## Geografía

### Lugares geográficos
El estado de Renania-Palatinado se compone geográficamente del norte de las sierras del Rin (Rheinisches Schiefergebirge) y de la parte sur del Eifel, el Hunsrück, la parte oeste del Westerwald y la parte noroeste del Taunus, así como el sur del Mainzer Becken. Posee bosques, como el Bosque del Palatinado. El estado limita con los estados federados de Renania del Norte-Westfalia, Hesse, Sarre, Baden-Wurtemberg (Baden-Württemberg en alemán) , así como con Bélgica, Francia y Luxemburgo.

### Ríos y lagos
A través del territorio de Renania-Palatinado fluyen ríos muy conocidos, como el Rin, el Mosela, el Sarre y el Lahn, así como el Nahe, el Sauer, el Our, el Glan y el Sieg. El mayor lago es el Laacher See que forma parte del cráter de un volcán.

### Regiones
Renania-Palatinado se compone de las siguientes regiones: al norte el Westerwald, al oeste el Eifel, en medio del territorio el Hunsrück, al este el Taunus y el Hesse Renano y al sur el Palatinado Renano o Bajo Palatinado.

## Historia
A comienzos del siglo XIX y como consecuencia de las guerras napoleónicas, el territorio que comprende este estado pasó a formar parte de la Confederación del Rin, y tras el congreso de Viena se adhirió a la Confederación Germánica.
El estado de Renania-Palatinado se formó después de la Segunda Guerra Mundial y data del 30 de agosto de 1946. Se formó a partir de la parte norte de la zona de ocupación francesa, que incluía:
- partes de Baviera (el Palatinado Renano)
- las partes meridionales de la provincia prusiana del Rin  (incluido el distrito de Birkenfeld, que anteriormente pertenecía a Oldenburgo).
- partes de la provincia prusiana de Nassau (ver Hesse-Nassau).
- partes de Hesse-Darmstadt (Hesse Renano en la orilla occidental del Rin).

Un referéndum confirmó la constitución del estado el 18 de mayo de 1947.
De esta región han provenido históricamente importantes contingentes migratorios asentados especialmente en Estados Unidos y Brasil.

## Cultura
Durante 2007 la región de Renania ha sido acogida como parte de las actividades de apoyo de la Capital Europea de la Cultura.

### Museos
- Museo del viticultura Alemania en Oppenheim

#### Museos de Maguncia
- Museo de Historia Natural
- Museo Regional de Maguncia
- Museo Gutenberg
- Museo Central Romano-Germánico

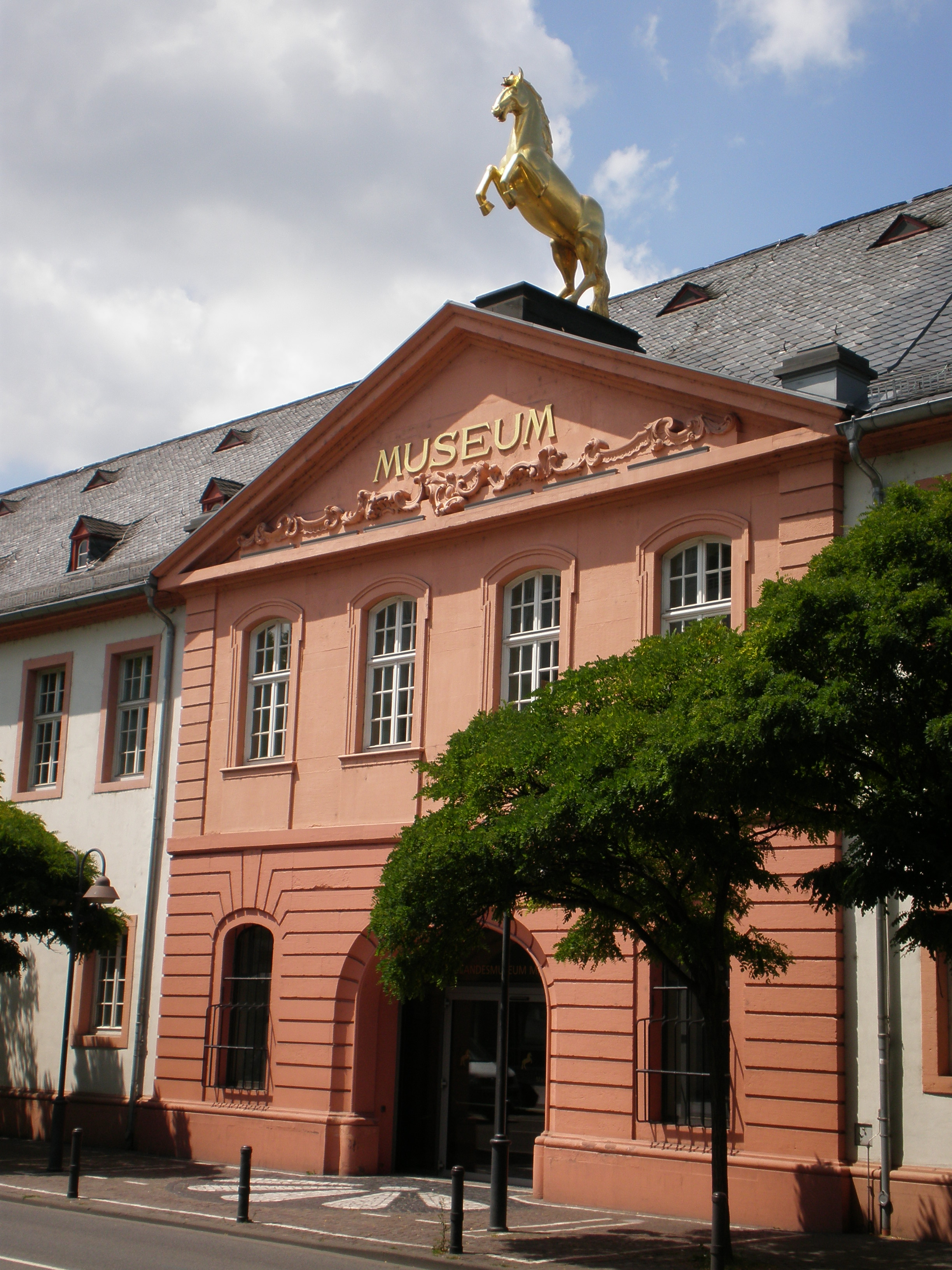
Museo Regional de Maguncia

- Museo de Navegación en la Edad Antigua
- Museo Diocesano de Maguncia
- Museo Kupferberg
- Museo del Carnaval de Maguncia
- Museo de Historia de la Ciudad
- Santuario de Isis y de Magna Mater

#### Museos de Coblenza

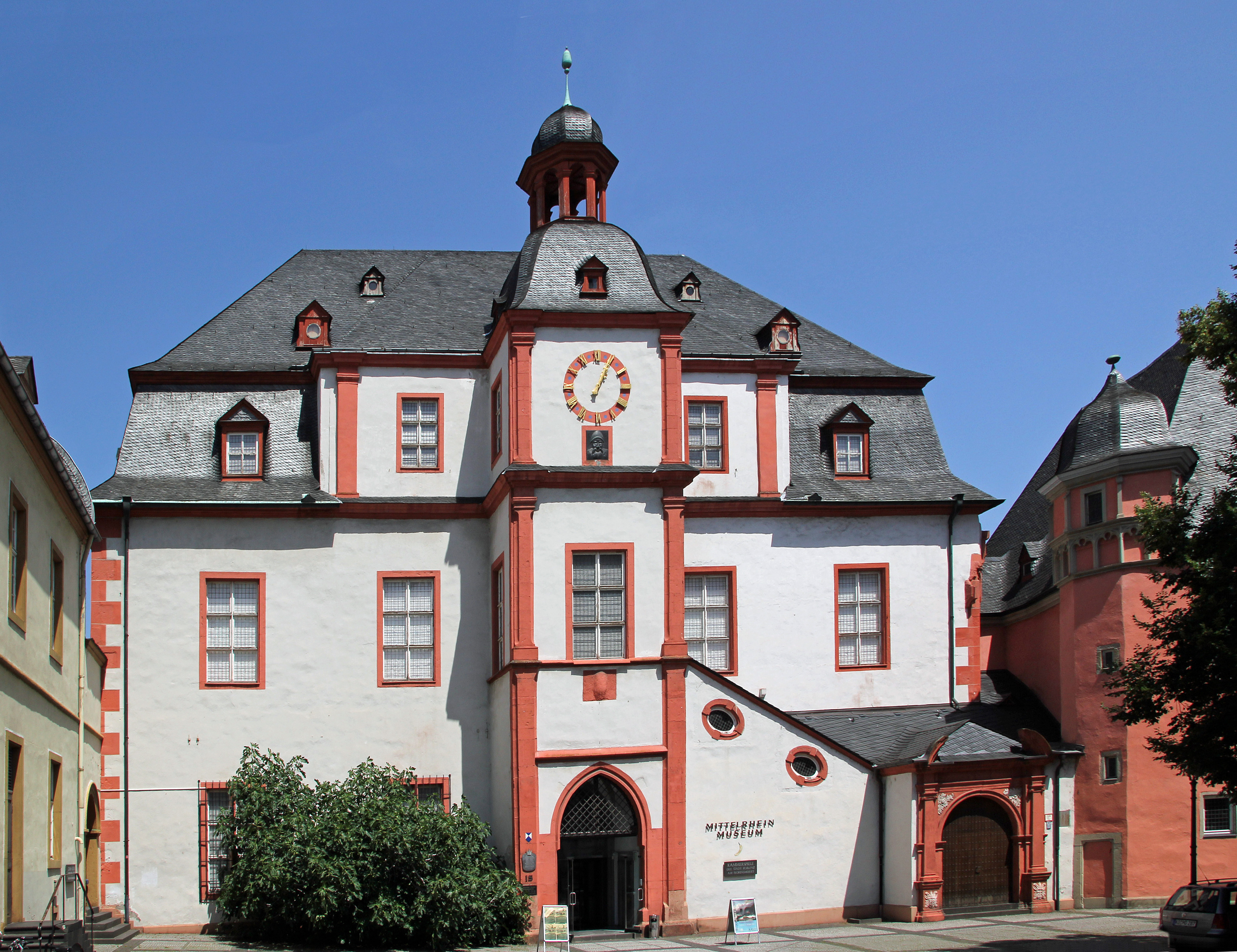
El Mittelrhein-Museum en la Florinsmarkt

- Landesmuseum Koblenz (en la Fortaleza de Ehrenbreitstein)
- Mittelrhein-Museum der Stadt Koblenz
- Wehrtechnische Studiensammlung Koblenz (WTS)
- Ludwig Museum en el pazo de los Caballeros Teutones
- Casa Metternich
- Memorial de madre de Beethoven
- Rheinisches Fastnachtsmuseum
- Museo del cava vino espumoso Deinhard

### Deporte
Los dos equipos de fútbol más destacados del estado son el 1. FC Kaiserslautern y el 1. FSV Maguncia 05. Otros clubes profesionales son TSG Friesenheim (balonmano), TBB Trier y Gladiators Trier (baloncesto).
El Nürburgring es uno de los circuitos de carreras más prestigiosos del mundo, con un trazado completo de más de 25 km de largo. Ha albergado el Gran Premio de Alemania de Fórmula 1, los 1000 km de Nürburgring del Campeonato Mundial de Resistencia y las 24 Horas de Nürburgring.
El Rally de Alemania se corre desde 2000 en los alrededores de Tréveris, y pertenece al Campeonato Mundial de Rally desde 2002.
La Vuelta a Renania-Palatinado fue una carrera de ciclismo de ruta por etapas que se disputó desde 1966 hasta 2007, y que en sus últimas ediciones formaba parte del UCI Europe Tour.

## Lugares históricos
El Palacio Imperial (Ingelheim) (en alemán, Ingelheimer Kaiserpfalz) es un edificio erigido en la segunda mitad del siglo VIII en Ingelheim, Alemania, perteneciente al estilo carolingio (Arte prerrománico). Sirvió de residencia a emperadores y reyes y lugar de gobernanza hasta el siglo XI.
En la región se alza el Burg Pfalzgrafenstein ("el Pfalz"); castillo aduanero sobre el islote rocoso Falkenau en medio del Rin, frente a la villa de Kaub. Este antiguo fuerte tiene una torre del homenaje pentagonal construida por el emperador Luis IV de Baviera. Alrededor de la torre, entre 1339 y 1342, se construyó la muralla defensiva hexagonal, de dos metros de altura y hasta 2,60 de grosor rematada por un adarve techado. Modificaciones posteriores, realizadas entre 1607 y 1755, fueron las torretas de las esquinas, el bastión del cañón, apuntando aguas arriba y la característica cubierta barroca de la torre, con la que alcanza una altura de 36 metros.
El castillo era un puesto para la recaudación de impuestos aduaneros.
El castillo fue adquirido por Prusia en 1866 y usado como torre de señales para la navegación fluvial. En 1946 pasó a ser propiedad del land de Renania-Palatinado y transformado en un museo. 

### Religión
Iglesia católica 41,0 %, Iglesia Evangélica en Alemania 27,6 %. Más del 31,4 % de la población no está comprometida con ninguna de estas dos comunidades religiosas (estadísticas EKD, a 31 de diciembre de 2017), la gran mayoría de las cuales son no confesionales. Según el tercer Informe de Inmigración e Integración del gobierno del estado de Renania-Palatinado de 2008, se estima que hay unas 150.000 personas (3,8 % de la población) que pertenecen a la fe o a la cultura islámica.
Según el censo de 2011, el 1% de la población pertenece a una iglesia libre protestante, el 1,1% a una iglesia cristiana ortodoxa, el 0,1% a una comunidad judía y el 2,3% a otras comunidades religiosas públicas reconocidas en Renania-Palatinado (incluidos antiguos católicos y testigos de Jehová).

### Teatros

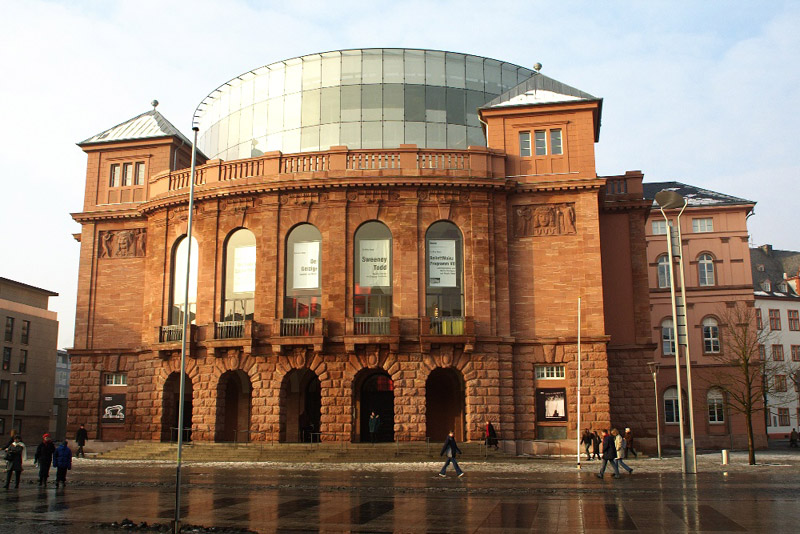
Teatro Estatal de Maguncia.

En el estado federado de Renania-Palatinado existen cinco grandes teatros. Único en su estilo es el Teatro Estatal de Maguncia, y los otros son el Teatro de Pfalzbau Ludwigshafen, el Teatro de la Ciudad de Coblenza, el Teatro Municipal de Tréveris y el Teatro Palatino de Kaiserslautern. Existen numerosas pequeñas agrupaciones teatrales de aficionados a lo largo de todo el estado.

## Economía
En Alemania, Renania-Palatinado se refiere principalmente al vino y al vino espumoso, aunque la cuota de la industria en la producción económica es superior a la media nacional. Con una cuota de exportación de aproximadamente el 46 por ciento, el país es uno de los principales estados alemanes. Una piedra angular de la economía, junto con el comercio exterior y la industria, son las pequeñas y medianas empresas. El turismo también juega un papel importante. En comparación con el producto interior bruto de la UE expresado en estándares de poder adquisitivo, Renania-Palatinado alcanzó un índice de 112,0 en 2014 (EU-28: 100,0).
Renania-Palatinado ostenta el índice más elevado de exportación entre todos los estados federados y un crecimiento económico superior a la media alemana. 
Renania-Palatinado es la región vinícola más extensa de Alemania con:
- Ahr (región vinícola)
- Mittelrhein (región vinícola)
- Mosel-Saar-Ruwer (región vinícola)
- Nahe (región vinícola)
- Palatinado (región vinícola)
- Rheinhessen (región vinícola)

### Industrias
Importantes industrias en la industria química son BASF en Ludwigshafen (el mayor empleador del país), la industria farmacéutica Boehringer Ingelheim (el segundo mayor empleador) y BioNTech, la ingeniería automotriz y mecánica, por ejemplo. Planta de Daimler en Wörth (la planta de camiones más grande del mundo), Grupo Wirtgen en Windhagen (líder mundial en el mercado de maquinaria para la construcción de carreteras), KSB Aktiengesellschaft en Frankenthal (el mayor fabricante alemán de bombas), planta de Opel en Kaiserslautern, Stabilus Koblenz (líder mundial en la fabricación de muelles de gas), Schottel (maquinaria para la construcción naval), el fabricante de alimentos Griesson - de Beukelaer (el principal grupo de panaderías), y los fabricantes de bebidas Bitburger Brauerei, Koblenz. En Trier, los cigarrillos han sido fabricados desde 1873 por el antiguo Johann Neuerburg llamado Haus Neuerburg, R. J. Reynolds Tobacco Company y hoy JT International Germany y desde 1925 por Heintz van Landewyck.

### Servicios y soporte
El sector de los servicios depende predominantemente de empresas más pequeñas, aunque este sector está por debajo de la media nacional. También existen empresas líderes a nivel nacional en el sector de servicios, como Debeka Koblenz (compañías de seguros) y United Internet, uno de los principales proveedores de servicios de Internet en Alemania. El comercio con los recursos minerales autóctonos y los productos agrícolas y forestales (vino, madera, arcilla, piedras, etc.), así como la joyería, son especialmente importantes.
Los centros comerciales más importantes de Renania-Palatinado son el Römerpassage en Maguncia, el Löhr-Center y el Forum Mittelrhein en Coblenza, el Rathaus-Center en Ludwigshafen, la Rheingalerie en Ludwigshafen y la Trier-Galerie en Trier. Lotto Rheinland-Pfalz GmbH, con sede en Coblenza, es la empresa de lotería del estado de Renania-Palatinado.
Desde 2008, Maguncia es una de las cuatro sedes del Landesbank Baden-Württemberg. El Westdeutsche ImmobilienBank, que pertenece al WestLB, tiene su sede en Maguncia, al igual que los dos bancos estatales de desarrollo, a saber, Investitions- und Strukturbank Rheinland-Pfalz (ISB) y Landestreuhandbank Rheinland-Pfalz (LTH). Las cajas de ahorros de Renania-Palatinado constituyen una importante columna vertebral para la financiación de las pequeñas y medianas empresas, así como para el desarrollo económico y la protección de la ubicación. Además, hacen contribuciones considerables a la cultura, el deporte, la ciencia y los asuntos sociales a través de donaciones y patrocinios.

### Turismo
El turismo es un factor económico importante para Renania-Palatinado. Los análisis actuales para el turismo en Renania-Palatinado muestran: Con una facturación de más de 8.300 millones de euros y un efecto de ingresos de casi 3.700 millones de euros en 2009, el turismo es uno de los pilares de la economía del Estado. Según datos oficiales de la Oficina Estatal de Estadística de Bad Ems, un total de 21.700.612 personas pernoctaron en Renania-Palatinado en 2010. Esto representa un aumento del 1,3 por ciento con respecto al año anterior.
Además, el turismo genera unos ingresos fiscales de más de 180 millones de euros, que cada año llenan las arcas de los municipios de Renania-Palatinado. Además, el Estado participa en el impuesto sobre el volumen de negocios y el impuesto sobre la renta como parte del plan estatal de compensación financiera. Estas cifras se generan porque cada año millones de turistas acuden a las estancias de camping o wellness, a los huéspedes de los balnearios, a los viajeros de la ciudad, del vino y de los eventos, así como a los excursionistas, por ejemplo, para hacer senderismo o montar en bicicleta, por no hablar de los viajeros de negocios y de los participantes en conferencias. Una atracción turística especial en el Palatinado es la Ruta del vino alemán, de 85 km de longitud. A su lado se encuentra también la carretera alemana de piedras preciosas, de 70 km de longitud, cerca de Idar-Oberstein, que se encuentra en el Alto Nahe y en Hunsrück. El parque nacional Hunsrück-Hochwald existe desde 2015 y tiene una superficie de aproximadamente 10.120 hectáreas.

## Hermanamientos
La región está hermanada con las siguientes regiones:
- Borgoña en Francia,
- Comunidad Valenciana en España,
- la zona de habla alemana de Bélgica,
- el voivodato polaco de Opole,
- la región de Bohemia, República Checa,
- la provincia china de Fujian,
- el estado de Carolina del Sur en los Estados Unidos,
- la prefectura japonesa de Iwate y,
- la república de Ruanda en el África Central.

## Composición territorial

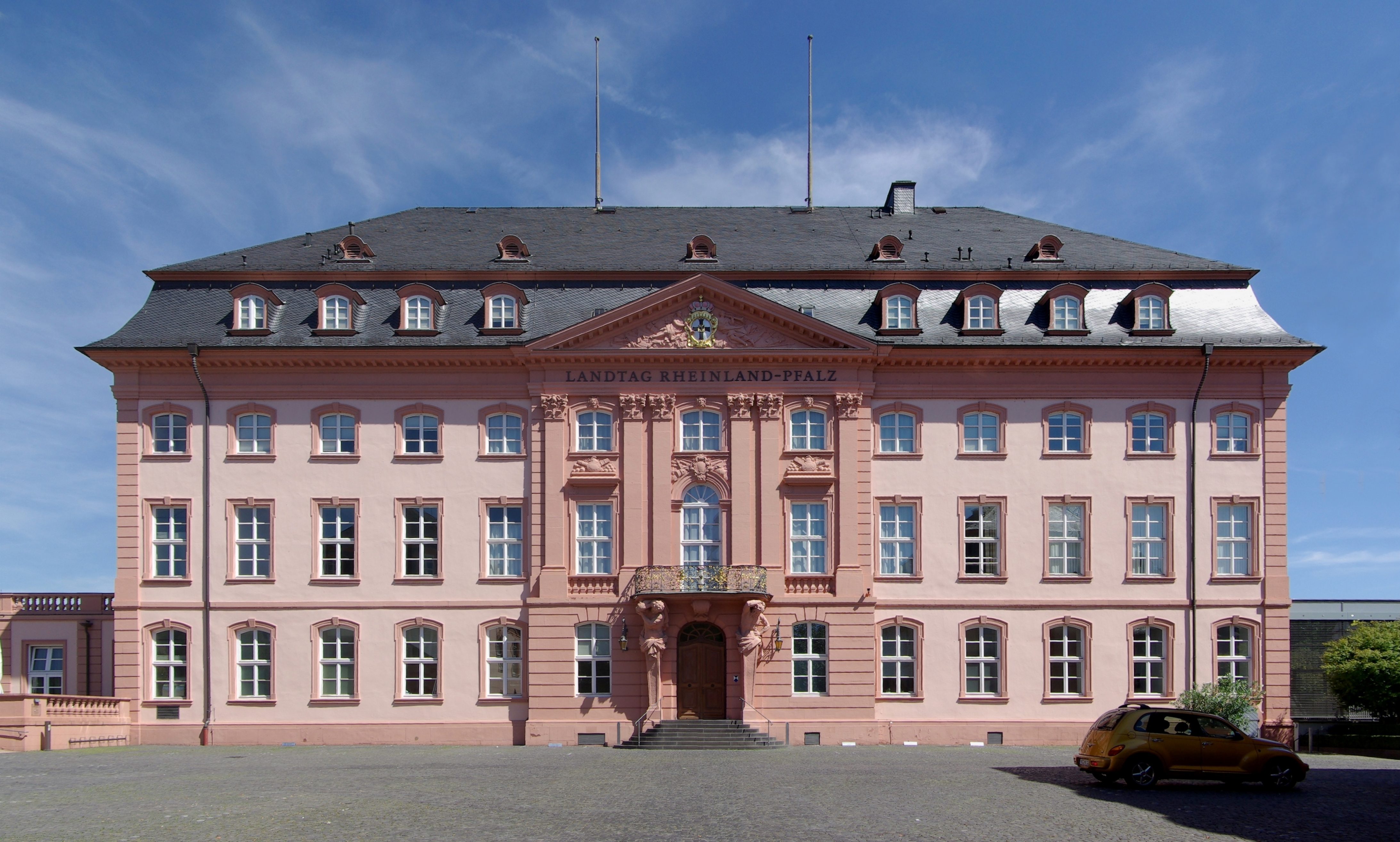
Parlamento Regional de Renania-Palatinado

El estado federado de Renania-Palatinado tiene una composición territorial de 24 distritos rurales (Landkreise), 12 distritos urbanos (Kreisfreie Städte), 163 comunidades (Verbandsgemeinde), 37 comunidades independientes (verbandsfreie Städte und Gemeinden) así como 2257 municipios. En el estado se reparten unos 3 051 313 habitantes en los distritos y en las 12 ciudades independientes viven de la misma forma 1 009 792 habitantes (2004).

### Distritos rurales

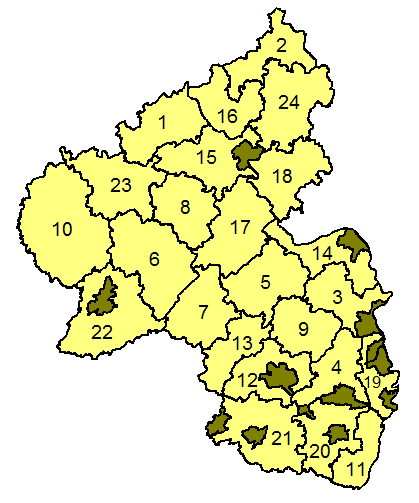
Mapa con los distritos de Renania-Palatinado.

(con Matrículas)
| 1. Ahrweiler (AW) 2. Altenkirchen (AK) 3. Alzey-Worms (AZ) 4. Bad Dürkheim (DÜW) 5. Bad Kreuznach (KH) 6. Bernkastel-Wittlich (WIL) 7. Birkenfeld (BIR) 8. Cochem-Zell (COC) 9. Donnersberg (KIB) 10. Bitburg-Prüm (BIT) 11. Germersheim (GER) 12. Kaiserslautern (KL) | 1. Kusel (KUS) 2. Maguncia-Bingen (MZ) 3. Mayen-Coblenza (MYK) 4. Neuwied (NR) 5. Rin-Hunsrück (SIM) 6. Rin-Lahn (EMS) 7. Rin-Palatinado (RP; antes LU) 8. Südliche Weinstraße (SÜW) 9. Palatinado Sudoccidental (PS) 10. Tréveris-Saarburg (TR) 11. Vulkaneifel (DAU) 12. Westerwald (WW) |

### Distritos urbanos
(denominadas con sus matrículas)
| 1. Frankenthal (FT) 2. Kaiserslautern (KL) 3. Coblenza (Koblenz) (KO) 4. Landau in der Pfalz (LD) 5. Ludwigshafen am Rhein (LU) 6. Maguncia (Mainz) (MZ) | 1. Neustadt an der Weinstraße (NW) 2. Pirmasens (PS) 3. Espira (Speyer) (SP) 4. Tréveris (Trier) (TR) 5. Worms (WO) 6. Dos Puentes (ZW) |

### Grandes ciudades
(denominadas con sus matrículas)
| 1. Andernach, Distrito de Mayen-Coblenza (MYK) 2. Bad Kreuznach, Distrito de Bad Kreuznach (KH) 3. Bingen am Rhein, Distrito de Maguncia-Bingen (MZ) 4. Idar-Oberstein, Distrito de Birkenfeld (BIR) | 1. Ingelheim am Rhein, Distrito de Maguncia-Bingen (MZ) 2. Lahnstein, Rhein-Lahn-Kreis (EMS) 3. Mayen, Distrito de Mayen-Coblenza (MYK) 4. Neuwied, Distrito de Neuwied (NR) |